# Levente Szuper
Levente Szuper, född 11 juni 1980 i Budapest, Ungern, är en ungersk före detta professionell ishockeymålvakt.
Han spelade bl.a. för Malmö Redhawks under Elitseriesäsongen 2006/2007, där Malmö senare hamnade i Kvalserien och åkte ur Elitserien.